# Blaise de Vigenère
Blaise de Vigenère (ur. 5 kwietnia 1523, zm. 19 lutego 1596 w Paryżu) był francuskim dyplomatą, tłumaczem, chemikiem oraz kryptografem. Błędnie przypisuje mu się metodę szyfrowania tekstu alfabetycznego przy pomocy kilku różnych kodów Cezara opartych na literach szyfrowanego tekstu tzw. metoda Szyfru Vigenère’a.  W rzeczywistości stworzył on bardziej skomplikowany kod bazujący na szyfrze Bellaso (który kryje się pod nazwą Szyfru Vigenère’a).

## Życiorys
Vigenère pochodził ze szlacheckiej rodziniy z Saint-Pourçain-sur-Sioule z małej wioski niespełna 30 kilometrów na północ od Vichy. Dzięki majętności ojca uzyskał podstawowe wykształcenie w Paryżu, gdzie studiował Grekę oraz język hebrajski pod okiem takich scholarów jak Adrianus Turnebus czy Jean Dorat. Jako 17-latek wstąpił do służby dyplomatycznej, gdzie został na 30 lat, aby zrezygnować w 1570. Przez pięć lat swojej kariery towarzyszył francuskiemu wysłannikowi Louis Adhémar de Grignan na Zebraniach Świętego Rzymskiego Imperium (Reichstag) jako młodszy sekretarz, a w wieku 24 lat dołączył do służby księcia Nevers jako sekretarz. Zacnego stanowiska nie utracił, aż do śmierci księcia i jego syna w 1562, po czym służył jako sekretarz u Henryka III. W 1549 odwiedził Rzym podczas 2 letniej misji dyplomatycznej, a swoją podróż ponowił w 1566. Obie jego wprawy były bogate w poznawanie kryptografów jak i zdobywanie ich sekretnej wiedzy z lektur zagranicznych. Kiedy w wieku 47 lat wystąpił ze służby dyplomatycznej, obdarowywał rocznie 1000 lirami paryską biedotę oraz poślubił Marie Vare. Zmarł w 1596 roku w wyniku zmagań z rakiem krtani i pochowany został w kościele Saint-Étienne-du-Mont.

## Szyfr Vigenère’a
```
A B C D E F G H I J K L M N O P Q R S T U V W X Y Z
B C D E F G H I J K L M N O P Q R S T U V W X Y Z A
C D E F G H I J K L M N O P Q R S T U V W X Y Z A B
D E F G H I J K L M N O P Q R S T U V W X Y Z A B C
E F G H I J K L M N O P Q R S T U V W X Y Z A B C D
F G H I J K L M N O P Q R S T U V W X Y Z A B C D E
G H I J K L M N O P Q R S T U V W X Y Z A B C D E F
H I J K L M N O P Q R S T U V W X Y Z A B C D E F G
I J K L M N O P Q R S T U V W X Y Z A B C D E F G H
J K L M N O P Q R S T U V W X Y Z A B C D E F G H I
K L M N O P Q R S T U V W X Y Z A B C D E F G H I J
L M N O P Q R S T U V W X Y Z A B C D E F G H I J K
M N O P Q R S T U V W X Y Z A B C D E F G H I J K L
N O P Q R S T U V W X Y Z A B C D E F G H I J K L M
O P Q R S T U V W X Y Z A B C D E F G H I J K L M N
P Q R S T U V W X Y Z A B C D E F G H I J K L M N O
Q R S T U V W X Y Z A B C D E F G H I J K L M N O P
R S T U V W X Y Z A B C D E F G H I J K L M N O P Q
S T U V W X Y Z A B C D E F G H I J K L M N O P Q R
T U V W X Y Z A B C D E F G H I J K L M N O P Q R S
U V W X Y Z A B C D E F G H I J K L M N O P Q R S T
V W X Y Z A B C D E F G H I J K L M N O P Q R S T U
W X Y Z A B C D E F G H I J K L M N O P Q R S T U V
X Y Z A B C D E F G H I J K L M N O P Q R S T U V W
Y Z A B C D E F G H I J K L M N O P Q R S T U V W X
Z A B C D E F G H I J K L M N O P Q R S T U V W X Y

```

[osobny artykuł: Szyfr Vigenère’a]
Metoda szyfrowania znana jako Szyfr Vigenère’a została błędnie przypisana Blaise'owi de Vigenère w XIX w. W rzeczywistości pierwszy tę metodę opisał Giovan Battista Bellaso w swojej książce „ La cifra del. Sig. Giovan Battista Bellaso” z 1553 roku. Vigenère stworzył inny, mocniejszy kod w 1586 roku, który różnił się kilkoma rzeczami:
- Bellaso użył „odwróconą tabelę” pięciu alfabetów – Vigenère użył ich dziesięć;
- Szyfr Bellaso opierał się na pierwszych literach słowa – Vigenère używał zgodność liter.

## Tłumaczenia
Podczas swojej emerytury, Vigenère przetłumaczył wiele dzieł:
- Les Chroniques et annales de Poloigne. Paris: Jean Richer, 1573.
- La somptueuse et magnifique entrée du roi Henri III en la cité de Mantoue. Paris: Nicolas Chesneau, 1576.
- Les Commentaires de César, des guerres de la Gaule. Mis en françois par Blaise de Vigenère, Secretaire de la Chambre du Roy. Avec quelques annotations dessus. 1582.
- Les Décades qui se trouvent de Tite-Live, mises en langue francoise avec des annotations & figures pour l'intelligence de l'antiquité romaine, plus une description particulière des lieux : & une chronologie generale des principaux potentats de la terre. Paris: Abel L'Angelier, 1583 and 1606.
- Les commentaires de Cesar, des Guerres de la Gaule. Mise en francois par Blaise de Vigenère. Bourbonnois : revues et corrigez par luy-mesme en cette derniere edition. Avec quelques annotations dessus. 1584.
- Traicté des Chiffres ou Secrètes Manières d'Escrire]. 1586.
- Le psaultier de David torne en prose mesuree, ou vers libres. Par Blaise de Vigenère, Bourbonnois. Paris: Abel L'Angelier, 1588.
- Le psaultier de David: torné en prose mesurée ou vers libres, vol. 2 de Le psaultier de David: torne en prose mesurée ou vers libres, édition de 1588, Pascale Blum-Cuny, ed., Le Miroir volant, 1991.
- Les images, ou Tableaux de platte peinture de Philostrate Lemnien ,... mis en françois par Blaise de Vigénère,... avec des arguments et annotations sur chacun d'iceux... Edition nouvelle reveue corrigee et augmentee de beaucoup par le traslateur. Paris: Abel Langelier, 1597; Tournon: Claude Michel, 1611.
- Traicté du Feu et du Sel. Excellent et rare opuscule du sieur Blaise de Vigenère Bourbonnois, trouvé parmy ses papiers après son decés. First ed., 1608. Paris: Abel Langelier, 1618. Rouen: Jacques Calloué, 1642.
- Traicté de Cometes